# メディア (ギリシア悲劇)
『メディア』（メーデイア、希: Μήδεια, Mēdeia）は、古代ギリシアの劇作家エウリピデス作のギリシア悲劇。日本においては『王女メディア』のタイトルでよばれることも多い。
ギリシア神話に登場するコルキス王女メディア（メーデイア）の晩年におこったとされるコリントスでの逸話、すなわち夫イアソン（イアーソーン）の不貞に怒り、復讐を果たして去っていく話を劇化したもの。
紀元前431年に、古代アテナイのディオニューシア祭で
- 『ピロクテーテース』
- 『ディクテュス』

という二篇の悲劇、及びサテュロス劇『刈り入れする人たち』と共に初演され、第3等賞を得た。1世紀のローマで、この作品に着想を得てセネカが同名の戯曲を書くなど、現代にいたるまで、文学、演劇に影響をあたえ続けた作品であった。

## 主な登場人物
メディア　
イアソン　メディアの夫
子どもたち　メディアとイアソンとの間に生まれた二人の息子
クレオン　コリントス王
アイゲウス　アテナイ王

## あらすじ

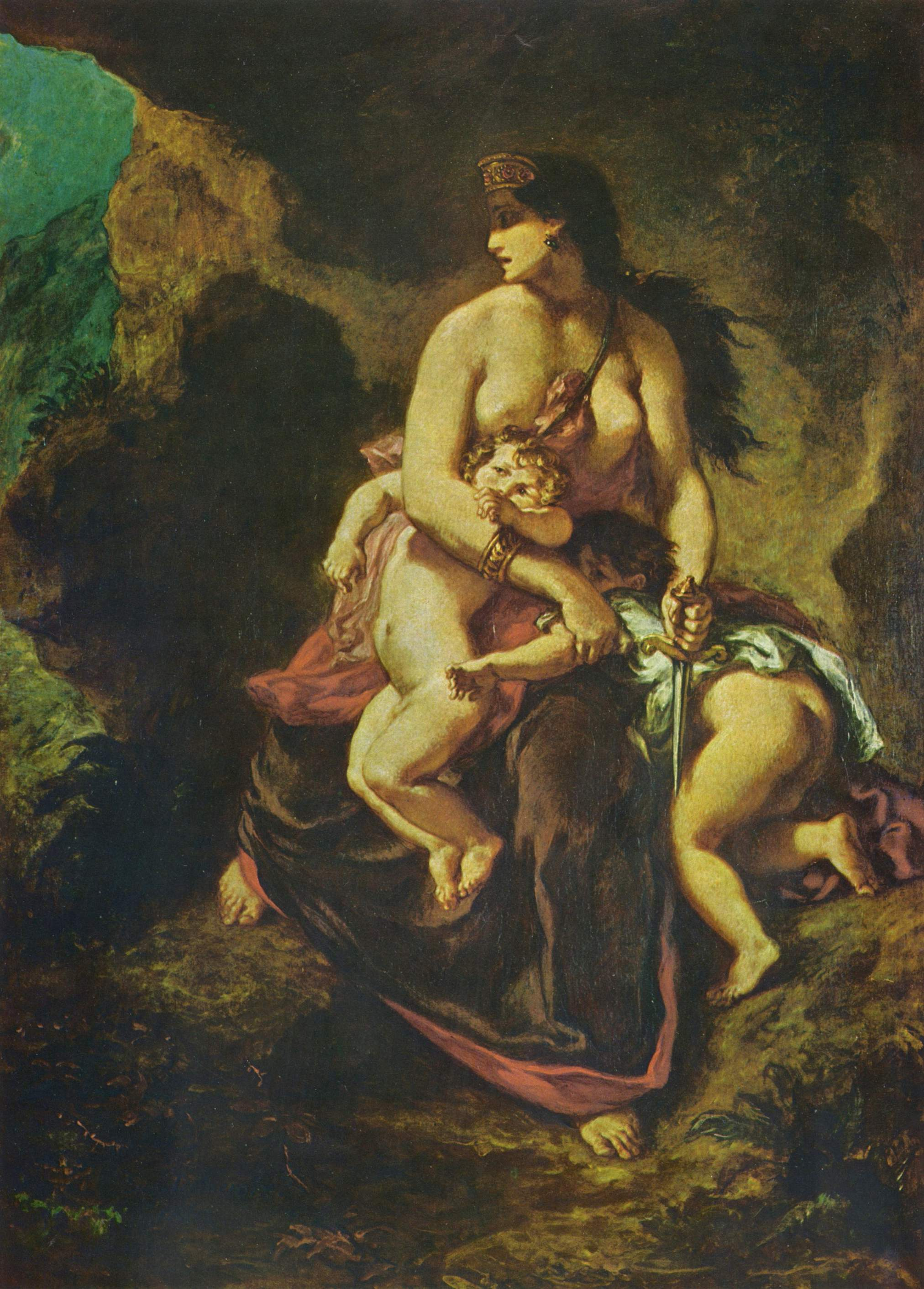
わが子を殺そうとするメディア（ウジェーヌ・ドラクロワ画 、1862、リール市立美術館蔵）

コルキスの王女メディアは夫イアソンと共に互いの故郷を捨てコリントスで暮らしていた。だが、コリントス王クレオンが自分の娘婿にイアソンを望み、権力と財産に惹かれたイアソンは妻と子どもたちを捨て、この縁組みを承諾する。
怒りと悲しみに暮れるメディアの元に、クレオンから国外追放の命令が出る。一日の猶予をもらったメディアはイアソンとクレオン父娘への復讐を決意する。
アテナイ王アイゲウスを口説き落として追放後の擁護を約束させたメディアは、猛毒を仕込んだ贈り物をクレオンの娘の元に届けさせ、王と王女を殺害する。更には苦悩と逡巡の果てに、自身の幼い息子二人をも手にかける。すべてを失って嘆き悲しむイアソンを尻目に、メディアは息子たちの死体を抱き、竜車に乗って去っていく。

## 主題
他の作家による同じ主題の取り扱い方とくらべ、エウリピデスの作品では、メディアの感情に重心が置かれ、夫への愛情、激情、復讐心が主題的に描かれている。同時にこの作品では、こうした激情を静めることも重要な主題となっており、これは古代ギリシアの倫理観が中庸を徳とみなしたことと呼応している。
『メディア』は、家父長制社会において女性であることの苦難を同情的に掘り下げた作品であるため、フェミニスト的な傾向を持つ非常に古いテクストであると広く考えられている。しかしながら一方で、ミソジニー的な態度の表れであるという読みも存在する。

## 日本語訳
- 『ギリシア悲劇Ⅲ エウリピデス（上）』 中村善也訳、ちくま文庫、1986年
  - 『世界文學大系2 ギリシア・ローマ古典劇集』 中村善也訳、筑摩書房、1959年
  - 『世界古典文学全集9 エウリピデス』 中村善也訳、筑摩書房、1965年。新版「ギリシア悲劇2 エウリピデス」1974年
  - 『筑摩世界文学大系4　ギリシア・ローマ劇集』筑摩書房、1972年。各・元版
  - 『ギリシア悲劇全集 第3巻 エウリピデス篇Ⅰ』 中村善也訳、人文書院、1960年。別版
- 『ギリシア悲劇全集5 エウリーピデース Ⅰ』 丹下和彦訳、岩波書店、1990年
- 『エウリピデス 悲劇全集1』 丹下和彦訳、京都大学学術出版会〈西洋古典叢書〉、2012年
- 『ギリシア劇集』 高津春繁訳「メーデイア」、新潮社、1963年
- 『ギリシア演劇集』 高津春繁訳、河出書房新社 世界文学全集、1966年。他はイリアス・オデュッセイア
- 『古典劇大系 第二卷・希臘篇（2）』 村松正俊訳、近代社、1925年
- 『世界戯曲全集 第一卷・希臘篇』 村松正俊訳、近代社、1927年
- 『希臘悲壯劇 エウリーピデース 上』 田中秀央、内山敬二郎共訳、世界文學社、1949年
- 『ギリシャ悲劇全集Ⅲ エウリーピデース編〔Ⅰ〕』 内山敬二郎訳、鼎出版会、1977年

## 翻案
- 『王女メディア』 高橋睦郎修辞[3]、小沢書店、1984年、新版1998年
- 『ギリシア悲劇　永遠の人間ドラマ』 楠見千鶴子訳、同文書院、1993年。悲劇全10編
- 『メデア』 小林標訳〈西洋古典叢書 セネカ悲劇集1〉京都大学学術出版会、1997年
- 『メディア』 山形治江訳、れんが書房新社、2005年